# Охаши, Кейтлин
Кейтлин Мишель Охаси (род. 12 апреля 1997, Сиэтл, США) — американская гимнастка, выступавшая за Калифорнийский университет в Лос-Анджелесе. Шестикратная член общеамериканкой сборной и четырежды была членом юношеской сборной США по спортивной гимнастике. Чемпион 2011 года среди юниоров  и обладатель Кубка Америки 2013 года. В январе 2019 года получила идеальные 10 баллов в 2019 Collegiate Challenge, четвертый 10-бальный результат в её карьере.

## Биография
Родилась 12 апреля 1997 года в Сиэтле, штат Вашингтон, в семье Ричарда и Дианы Охаши, которая в прошлом была гимнасткой. У нее есть три старших брата: Райан, Кайл и Кален немецко-японского происхождения.  
В 2006 году Охаси, ее мать и младший из ее братьев Кален переехали в Канзас-Сити, штат Миссури . Три года спустя они переехали в Плано, штат Техас . 
Училась в Spring Creek Academy до окончания средней школы Plano в 2015 году. Начала посещать Калифорнийский университет в Лос-Анджелесе осенью 2015 года и специализируется на гендерных исследованиях . 